# Кров'янка (фільм)
«Кров'янка» — український короткометражний комедійний фільм 2016 року, режисерський дебют Аркадія Непиталюка. У жовтні 2016 року фільм здобув Приз Національного конкурсу кінофестивалю «Молодість». Фільм увійшов до п'ятої збірки українських короткометражних фільмів «Українська Нова Хвиля», прем'єрний показ якої відбувся 16 березня 2017 року. Цього ж року фільм було номіновано у шести категоріях на здобуття української національної кінопремії Золота дзиґа, зокрема як найкращий короткометражний ігровий фільм .

## Сюжет
Андрієві батьки закололи свиню, щоб зробити традиційну українську страву — кров'янку — для майбутньої невістки Маші. Хочуть зустріти її як свою, пригостити найкращим — стравою зі свинячої крові. Але Маша — єврейка. І ніхто, окрім Андрія, про це не знає.

## У ролях
| Актор             | Роль   | Примітки       |
| ----------------- | ------ | -------------- |
| Іван Бліндар      | Андрій | головний герой |
| Марія Свіжінська  | Манька | мати           |
| Захарій Новицький | Михась | батько         |
| Дар'я Полуніна    | Маша   | наречена       |

## Виробництво
В основу сценарію фільму покладено епізод із власного життя режисера та сценариста Аркадія Непиталюка. Це перша короткометражка для циклу фільмів про українські страви.

## Кошторис
Кошторис фільму склав ₴898 тис. й був на 100 % профінансований Держкіно

## Знімальна група
- Автор сценарію — Аркадій Непиталюк
- Режисер-постановник — Аркадій Непиталюк
- Продюсер — Максим Асадчий
- Виконавчий продюсер — Сергій Лисяний
- Оператор — Ярослав Пілунський
- Композитор — Роман Черенов
- Художник-постановник — Микола Кіщук
- Художник з костюмів —Олександра Стьопіна
- Кастинг-директор — Алла Самойленко
- Звукорежисер — Олександр Титаренко

## Відгуки кінокритиків
Фільм отримав переважно схвальні відгуки від українських кінокритиків.

## Нагороди та номінації
| Список нагород та номінацій                          | Список нагород та номінацій | Список нагород та номінацій                       | Список нагород та номінацій | Список нагород та номінацій | Список нагород та номінацій |
| Кінопремія                                           | Дата церемонії              | Категорія                                         | Номінант(и)                 | Результат                   | Дж                          |
| ---------------------------------------------------- | --------------------------- | ------------------------------------------------- | --------------------------- | --------------------------- | --------------------------- |
| 46-й Київський міжнародний кінофестиваль «Молодість» | 2016                        | Приз Національного конкурсу                       | Кров'янка                   | Перемога                    | [ 8 ]                       |
| 1-ша Національна кінопремія «Золота дзиґа»           | 20 квітня 2017              | Найкращий короткометражний ігровий фільм          | Кров'янка                   | Перемога                    | [ 4 ]                       |
| 1-ша Національна кінопремія «Золота дзиґа»           | 20 квітня 2017              | Найкраща акторка                                  | Марія Свіжинська            | Номінація                   | [ 4 ]                       |
| 1-ша Національна кінопремія «Золота дзиґа»           | 20 квітня 2017              | Найкращий актор другого плану                     | Захарій Новицький           | Номінація                   | [ 4 ]                       |
| 1-ша Національна кінопремія «Золота дзиґа»           | 20 квітня 2017              | Найкраща акторка другого плану                    | Дар'я Полуніна              | Номінація                   | [ 4 ]                       |
| 1-ша Національна кінопремія «Золота дзиґа»           | 20 квітня 2017              | Найкращий оператор-постановник                    | Ярослав Пілунський          | Номінація                   | [ 4 ]                       |
| 1-ша Національна кінопремія «Золота дзиґа»           | 20 квітня 2017              | Найкращий сценарист                               | Аркадій Непиталюк           | Номінація                   | [ 4 ]                       |
| 27-й Міжнародний кінофестиваль у Коттбусі            | 2017                        | Головний приз за найкращий короткометражний фільм | Кров'янка                   | Номінація                   | [ 9 ] [ 10 ]                |